# Polypedilum pulchripes
Polypedilum pulchripes är en tvåvingeart som först beskrevs av Meijere 1924.  Polypedilum pulchripes ingår i släktet Polypedilum och familjen fjädermyggor. Inga underarter finns listade i Catalogue of Life.